# Sierra de Tehachapi
La sierra de Tehachapi es una pequeña cordillera transversal en el sur de California en los Estados Unidos, que se encuentran a lo largo del SO y NE conectándose con las Cordilleras Costeras en el oeste con el extremo sur al este de las montañas de Sierra Nevada. La cordillera se extiende aproximadamente a 40 mi (64 km) SO-NE en el sur del condado de Kern al sureste de Bakersfield variando de altitud desde los 4000 ft (1220 m) a los 8000 ft (2440 m).

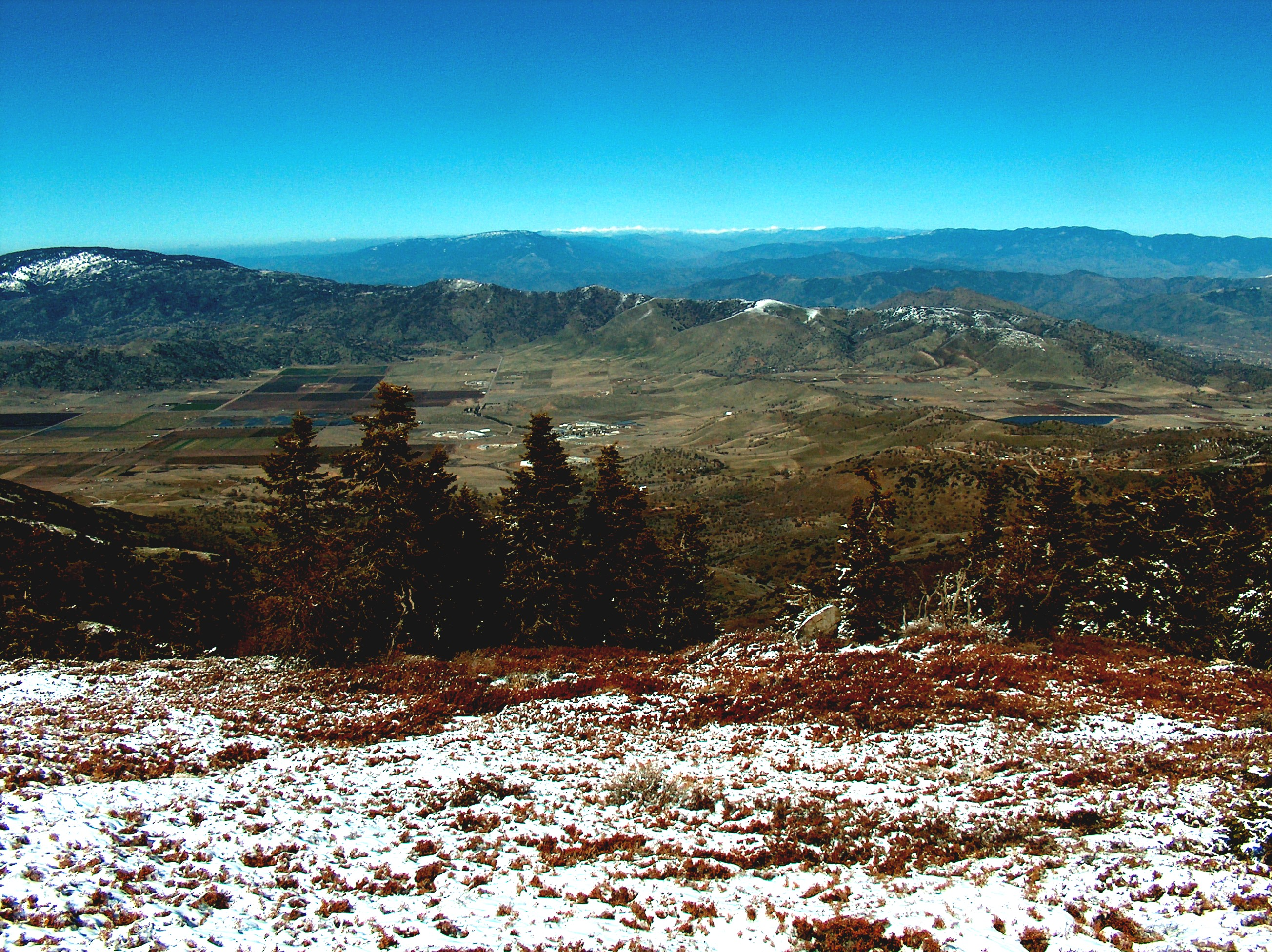
Sierra Crest desde el Monte Cummings
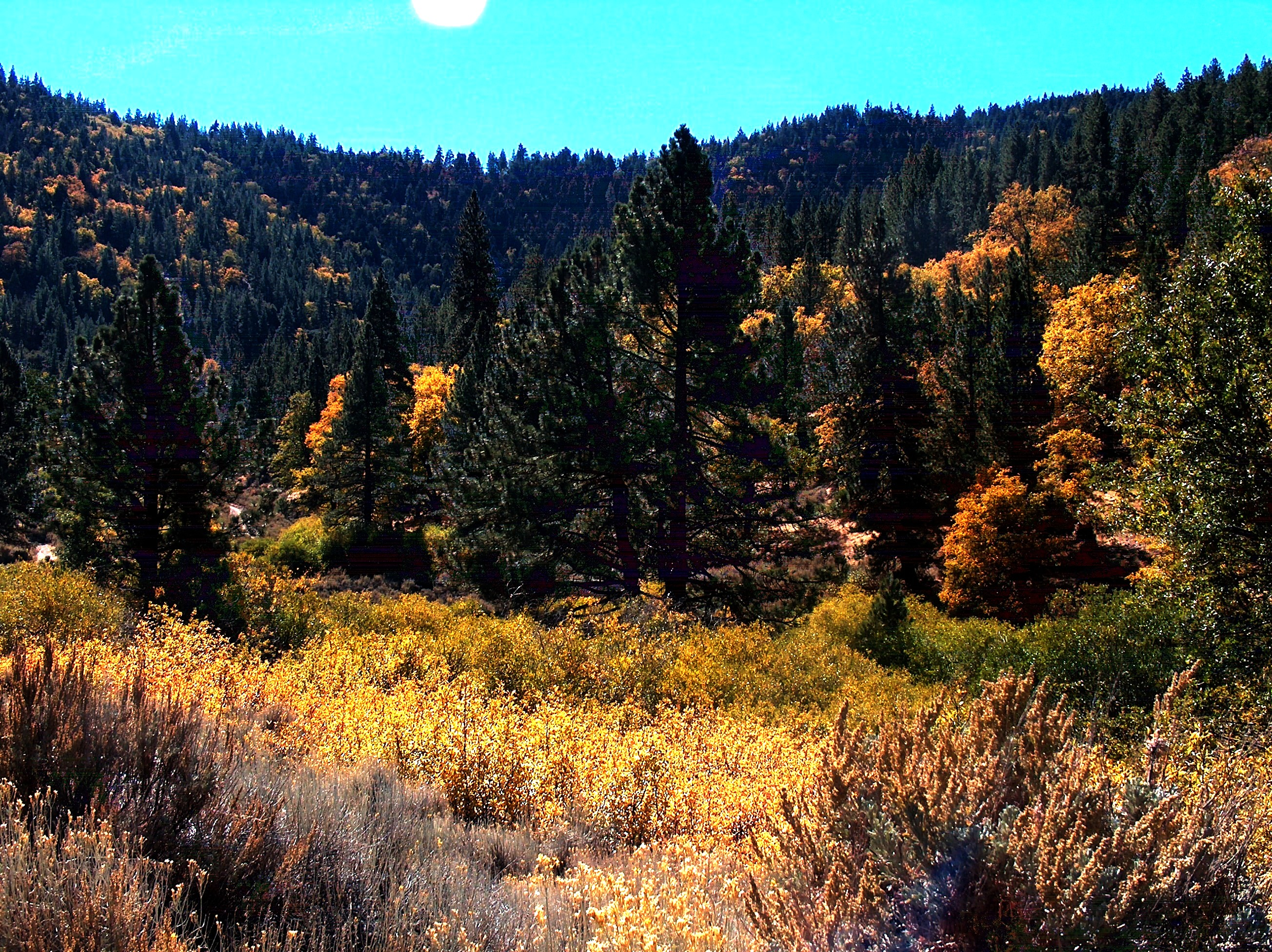
Bosque Alpino arriba de Tehachapi
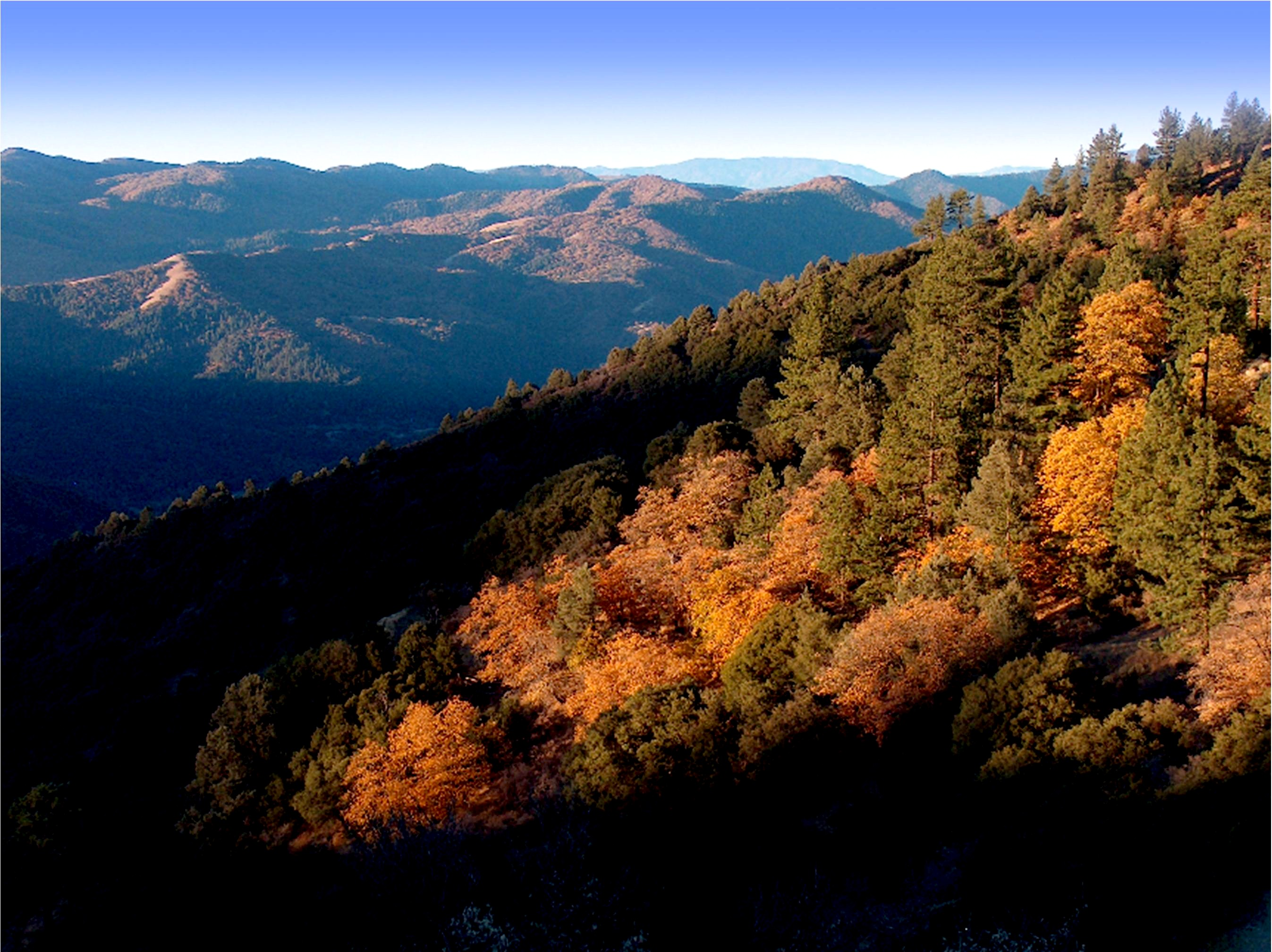
Rancho Tejón con el Monte Frazier